# Slaget ved Old Church
Slaget ved Old Church blev udkæmpet den 30. maj 1864 som en del af generalløjtnant Ulysses S. Grant's Overland kampagne mod den konfødererede general Robert E. Lee's Army of Northern Virginia.
Mens hærene var låst fast langs  Totopotomoy Creek linjen, begyndte generalmajor Philip Sheridan's unionskavaleri at sende følere ud mod øst og syd. En eskadron af 17th Pennsylvania kavaleriregiment fra oberst Thomas C. Devin's brigade rykkede fra Old Church Tavern til en lettere forsvaret position ved Matadequin Creek. Da han var klar over betydningen af et nærliggende vejkryds ved Old Cold Harbor, 10 km fra Richmond, sendte general Lee brigadegeneral Matthew C. Butler's brigade på 2.000 kavalerister nordpå fra Cold Harbor for at undersøge om krydset var truet.  
Om eftermiddagen den 30. maj nåede Butlers brigade til krydset og pressede eskadronen fra Pennsylvania tilbage. Selv om yderligere to eskadroner blev sendt af sted for generobre stedet pressede hovedstyrken af den konfødererede brigade Unionens kavaleri tilbage til Creeken. Devin beordrede resten af sin brigade til Creeken, inklusive reserve brigaden under brigadegeneral George A. Custer. Divisionen kommandør, brigadegeneral Alfred Thomas Torbert beordrede hele divisionen til at følge efter. Den kraftige træfning foregik udelukkende afsiddet,  da Unionen havde den største ildkraft fra repetergeværer. Konføderationens kavaleri måtte give efter for den større unionsstyrke og flygtede tilbage mod Cord Harbor. Unionskavaleriet forfulgte dem, indtil de var 2½ km fra Cold Harbor og slog lejr der for natten. 
Døren var åben for, at Sheridan kunne erobre den vigtige korsvej den følgende dag, starten på det blodige slag ved Cold Harbor. 

## Eksterne links
- Beskrivelser og fotos af Matadequin Creek